# Al Gromer Khan
Alois Gromer, znany jako Al Gromer Khan (ur. 8 kwietnia 1946 w Hohentann) – hindus, urodzony i żyjący w Niemczech. Jeden z najwybitniejszych sitarzystów.

## Życiorys
Al Gromer spędził lata studiując grę na sitarze u jednego z najwybitniejszych nauczycieli instrumentu – Imrata Khana. W 1975 zaliczony został do dynastii sitarzystów Khan, stąd jego przydomek. Muzyka Al Gromera czerpie inspiracje z takich grup niemieckich jak Amon Düül i Popol Vuh, łącząc ją z elementami muzyki hinduskiej.

## Dyskografia
- 1990 – Mahogany Nights
- 1995 – Monsoon Point
- 1996 – Kamasutra – The Original Music of the Indian...
- 1996 – Black Marble & Sweet Fire
- 1997 – Space Hotel
- 1997 – Konya
- 1998 – Tantra Drums
- 1999 – Music From an Eastern Rosegarden
- 2000 – Almond Blossom Day
- 2000 – Kamasutra Experience
- 2000 – The God Perfume II
- 2001 – Sufi New Earth
- 2002 – Lexus – Future Miniatures
- 2002 – Future Lounge